# Shanghai Pudong International Airport

i7
i11
i13
Der Shanghai Pudong International Airport (chinesisch 上海浦東國際機場 / 上海浦东国际机场, Pinyin Shànghǎi Pǔdōng Guójì Jīchǎng, IATA-Code: PVG, ICAO-Code: ZSPD) ist mit Shanghai-Hongqiao einer der beiden internationalen Flughäfen der chinesischen Metropole Shanghai. 2019 betrug das Passagieraufkommen 76 Millionen, damit ist Shanghai-Pudong der zweitgrößte Flughafen in China (nach Peking) und achtgrößte weltweit. Der Flughafen ist ein Drehkreuz von China Eastern Airlines.

## Geschichte
Der Verkehrsflughafen wurde zum 50. Gründungstag der Volksrepublik China am 1. Oktober 1999 eröffnet. Ein Terminal, das von der Pariser Flughafengesellschaft ADP unter Leitung von Paul Andreu entworfen wurde, und eine Start- und Landebahn wurden damals eingeweiht. Am 17. März 2005 wurde eine zweite Start- und Landebahn in Betrieb genommen. Im Anschluss daran wurde die dritte Start- und Landebahn gebaut und im März 2008 eröffnet. Die vierte Piste (16L bzw. 34R) wurde im März 2015 eröffnet.

## Allgemein

Flughafendiagramm

Der Flughafen erstreckt sich über ein Areal von 40 km² und liegt etwa 30 Kilometer vom Stadtzentrum und 40 Kilometer vom älteren Flughafen Shanghai-Hongqiao entfernt. Zurzeit hat der Flughafen vier Landebahnen mit 3400 Meter, 3800 Meter und 4000 Meter Länge und 60 Meter Breite. Er bietet 76 Stellplätze für Flugzeuge und 50.000 m² Lagerfläche. Ungefähr 50 Fluggesellschaften fliegen mehr als 130 Zielflughäfen im In- und Ausland an. Fahrtmöglichkeiten ins Stadtzentrum gibt es mit verschiedenen Buslinien, Metro, Taxis und einer Magnetschwebebahn.

## Fluggesellschaften und Ziele
Seit 2012 gibt es zahlreiche direkte Verbindungen aus deutschsprachigen Ländern: Frankfurt, 
München, Wien und Zürich.

## Flughafenbahnhof
Zwischen dem Flughafen und dem Stadtbezirk Pudong verkehrt die weltweit einzige kommerziell genutzte Magnetschwebebahn vom Typ Transrapid. In knapp siebeneinhalb Minuten verbindet der Transrapid Shanghai den Flughafenbahnhof mit der Metrostation Longyang-Straße und endet etwa 8 km vor der Finanz- und Handelszone Lujiazui und direkt neben dem Messezentrum Shanghai New International Expo Centre (SNIEC). Die Höchstgeschwindigkeit im Passagierbetrieb beträgt 431 km/h, was den Transrapid Shanghai zum weltweit schnellsten kommerziell betriebenen Zug macht, die Strecke hat eine Länge von etwa 30 Kilometern. Während der Fahrweg von einer chinesischen Firma gebaut wurde, stammt der Zug selber vom deutschen Transrapid-Konsortium. Er hat zwei Klassenbereiche. Betrieben wird die Strecke von der Shanghai Maglev Train Corporation.
Aktuell wird am Flughafens an einem Anschluss an das chinesische Hochgeschwindigkeitszugnetz gearbeitet. Mit der voraussichtlichen Fertigstellung des neuen Shanghai East Railway Station 2027 ist es der vierte Bahnhof für Hochgeschwindigkeitszüge in Shanghai.
Ende 2024 wurde eine Express-U-Bahnlinie nach Hongqiao eröffnet, wo zum Fernbahnhof und dem zweiten großen Flughafen Shanghais umgestiegen werden kann. Sie ist Teil der Shanghai Suburban Railway.

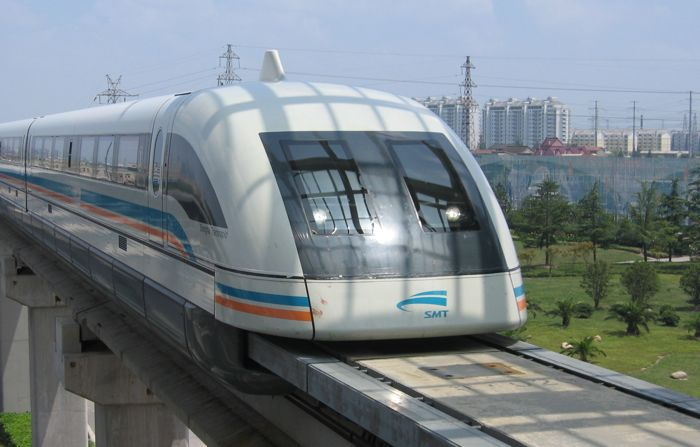
Transrapid Shanghai
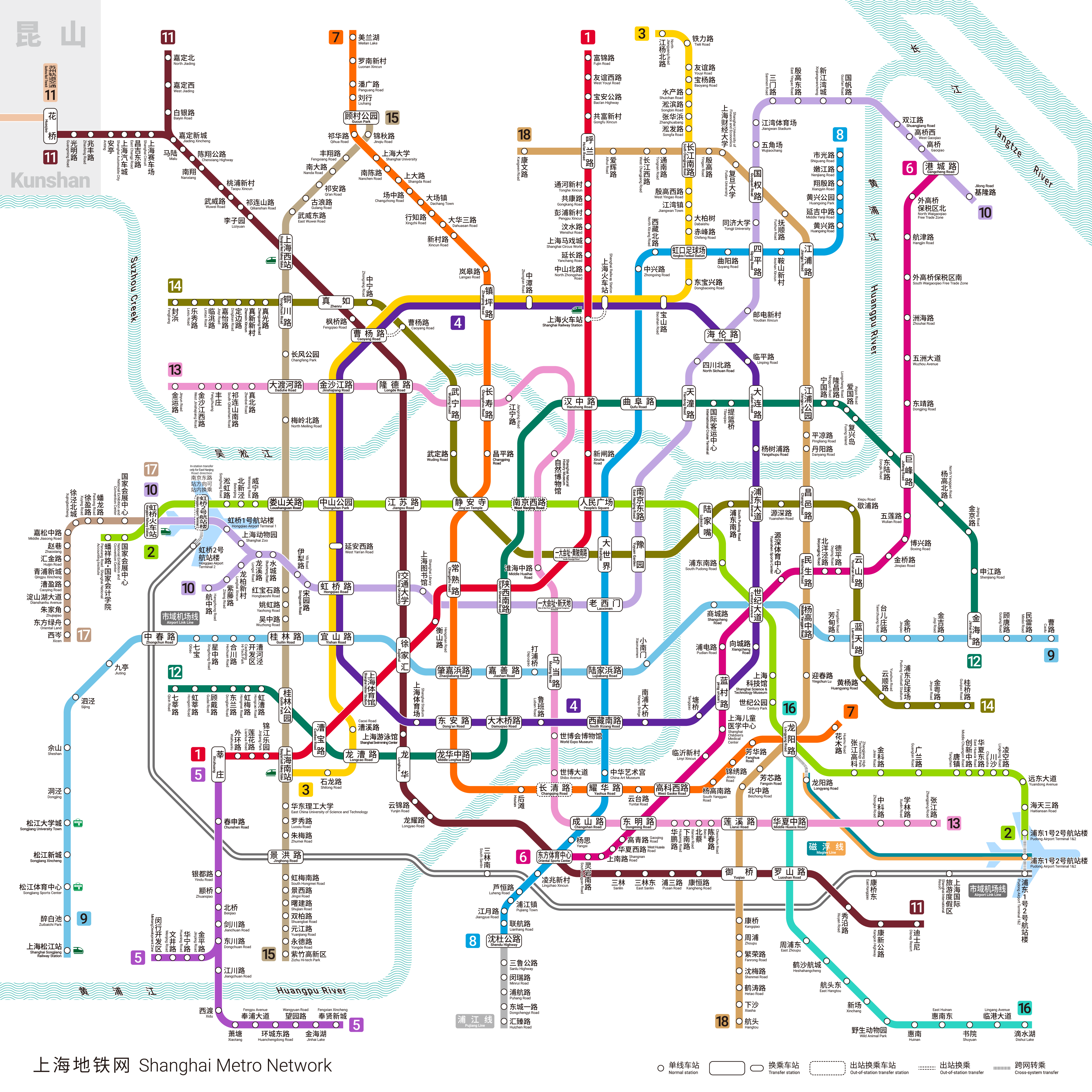
Eine Karte des Shanghaier Schienentransits führt Passagiere zum Zielort

## Ausbau
Die Kapazität lag zunächst bei 40 Millionen Fluggästen jährlich. Im März 2008 wurde ein zweites Terminal mit sehr ähnlicher Architektur eingeweiht und die Kapazität auf 60 Millionen Passagiere pro Jahr erhöht. Langfristig soll der Flughafen eines der zukünftig vier Logistikzentren beherbergen, 80 Millionen Fluggäste jährlich begrüßen können und vier Terminals haben. Eine fünfte Piste östlich der bestehenden Anlage ist im Bau.
Im September 2019 wurde das Satellitenterminal eröffnet.
Momentan (Stand 2024) wird das Terminal 3 gebaut.

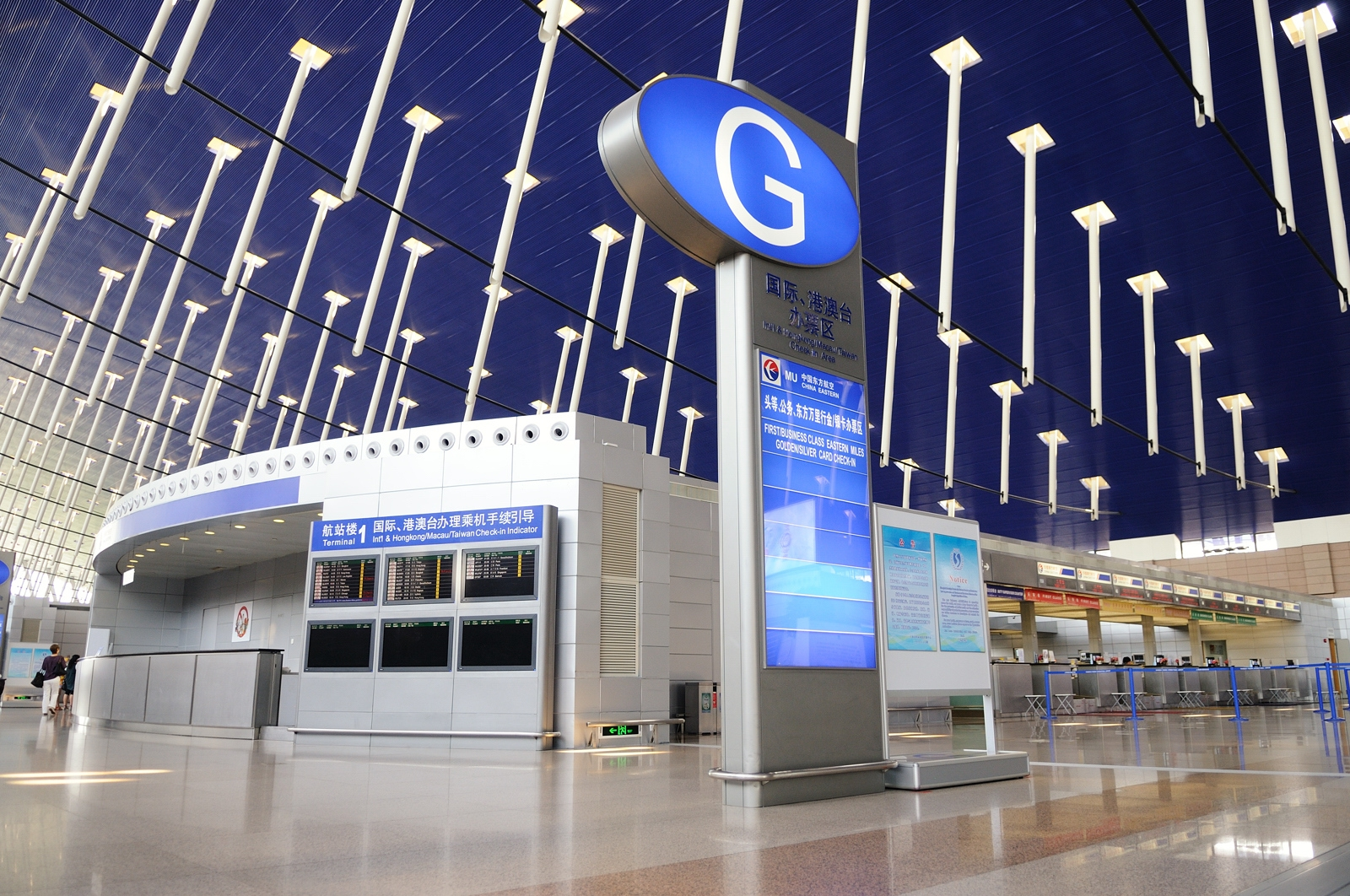
Terminal 1 Innenansicht
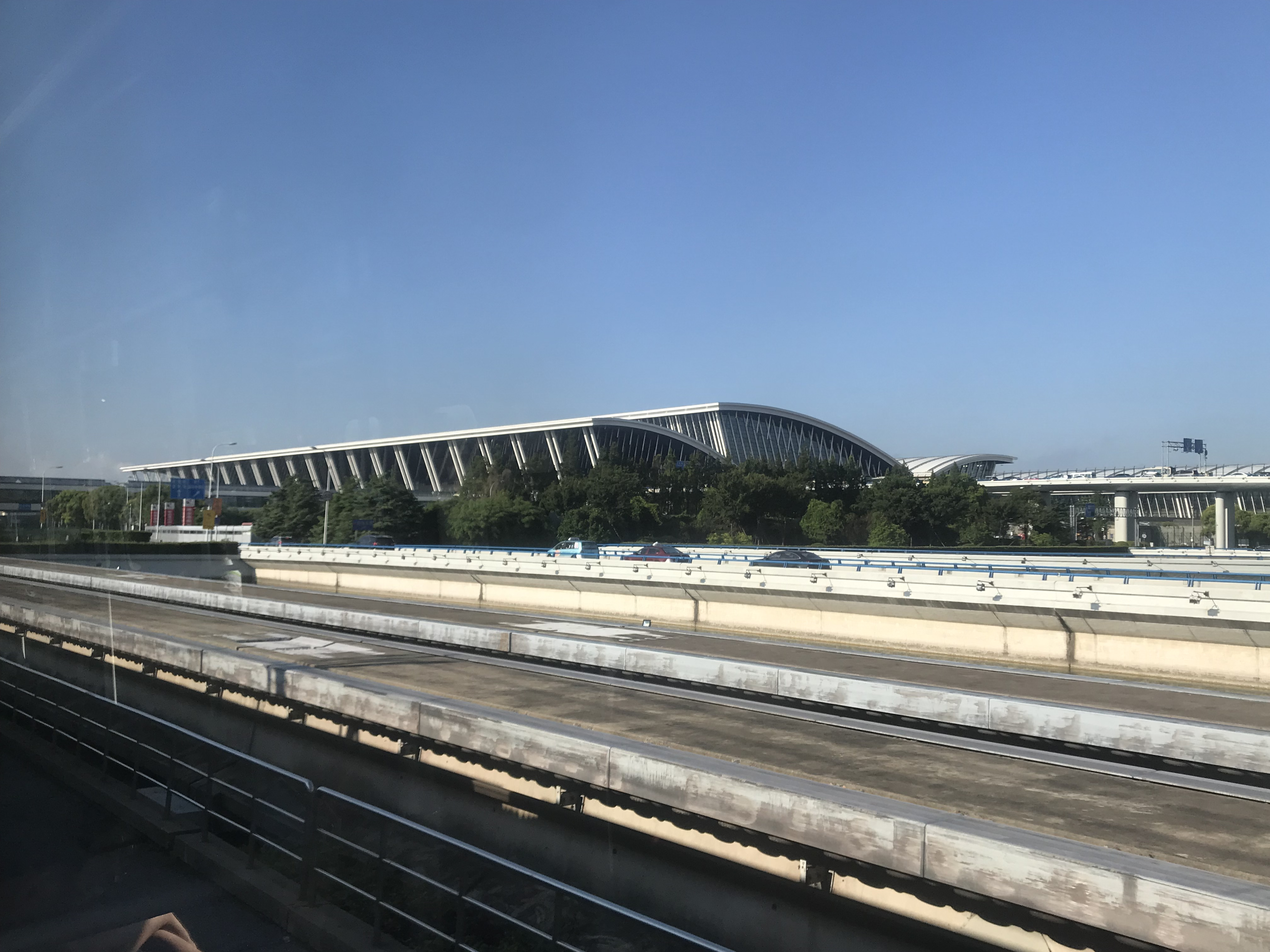
Terminal 1 Außenansicht
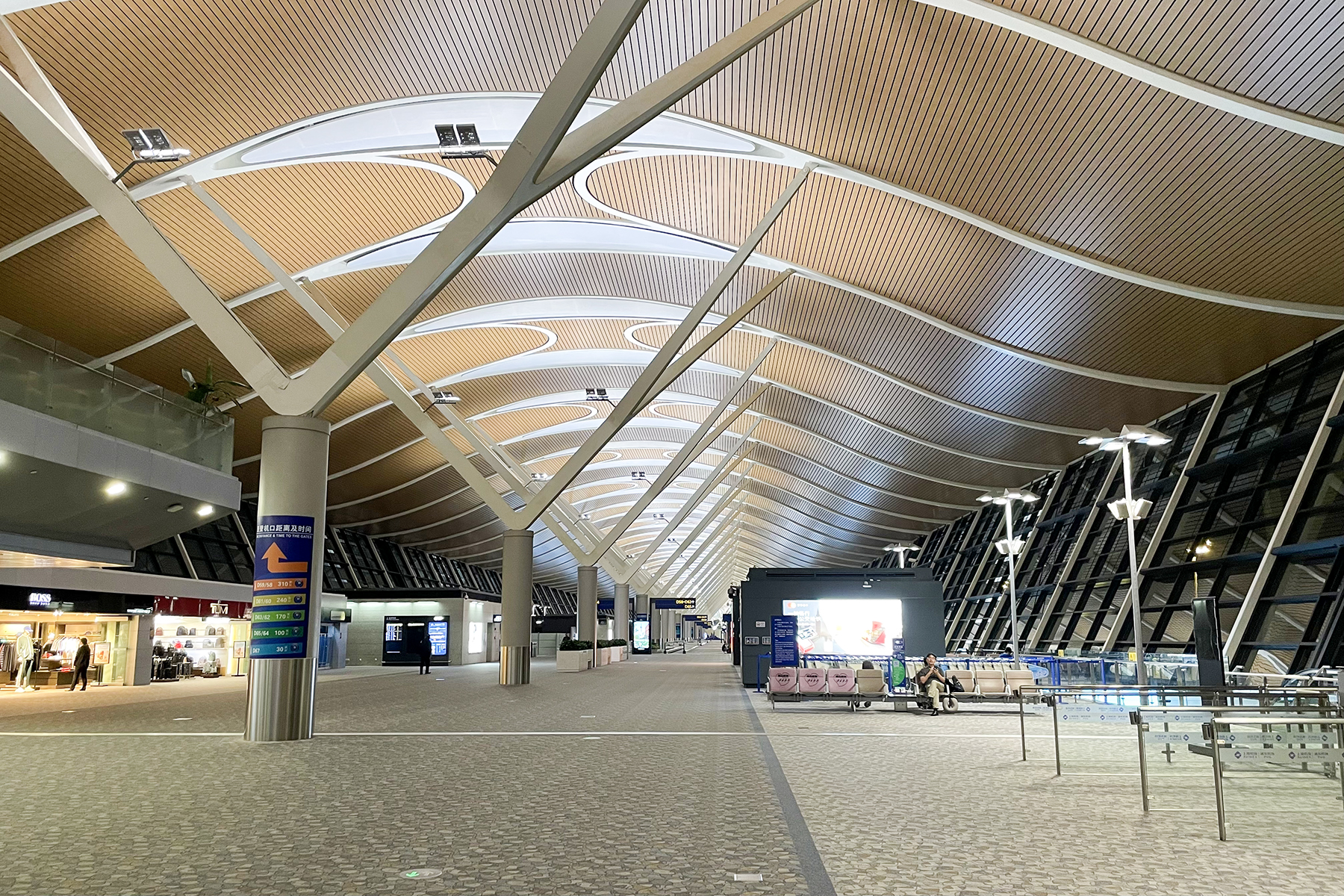
Terminal 2 Innenansicht